# Cabeço da Lagoa
O Pico do Cabeço da Lagoa é uma elevação portuguesa localizada na freguesia açoriana do Topo, concelho da Calheta, ilha de São Jorge, arquipélago dos Açores. 
Este acidente geológico encontra-se geograficamente localizado próximo da Ponta do Topo e está intimamente relacionado com o maciço montanhoso central da ilha de são Jorge, do qual faz parte.
Esta formação faz parte dos passeios de pedestres da ilha de São Jorge. Está localizada a 424 metros de altitude acima do nível do mar, apresenta escorrimento pluvial para a costa marítima e deve sua formação geológica a um escorrimento lávico e piroclástico muito antigo.